# Trichobius cernyi
Trichobius cernyi är en tvåvingeart som beskrevs av Peterson och Hurka 1974. Trichobius cernyi ingår i släktet Trichobius och familjen lusflugor.
Artens utbredningsområde är Kuba. Inga underarter finns listade i Catalogue of Life.